# لیدیا اوا
لیدیا اوا ( (به انگلیسی: Lydia Eva (steam drifter)) یک کشتی است که طول آن ۹۵ فوت (۲۹ متر) می‌باشد.